# Boží muka (Benátky)
Renesanční sloupková pískovcová boží muka s malou výklenkovou kapličkou završenou křížem se nalézají na křižovatce silnic na návsi v obci Benátky v okrese Hradec Králové. Pískovcová boží muka jsou od 24. 10. 1994 chráněna jako kulturní památka ČR. Národní památkový ústav tato boží muka uvádí v katalogu památek pod rejstříkovým číslem ÚSKP 10218/6-5789. Boží muka od neznámého lidového umělce pocházejí pravděpodobně z roku 1554 a představují ojedinělý doklad snad ještě renesančních božích muk. 

## Popis
Boží muka tvoří hranolový sloupek, na jehož vrcholu je umístěna kaplice zakončená stříškou a kamenným křížkem s lehce rozšířenými konci. Kaplice je ozdobena na všech čtyřech stranách mělkými arkádami s naznačenými hlavicemi pilířů a archivoltou. Uvnitř každého arkádového pole je umístěn reliéf umučeného Krista na kříži. Na čelní straně sloupku je asi ve třech čtvrtinách výšky upevněna kovaná konzola pro svíci.

## Fotogalerie

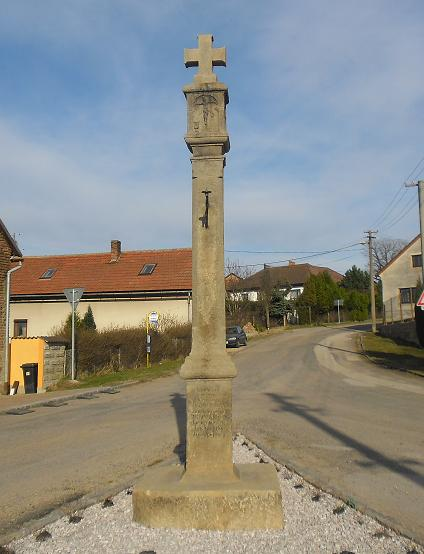
boží muka v Benátkách
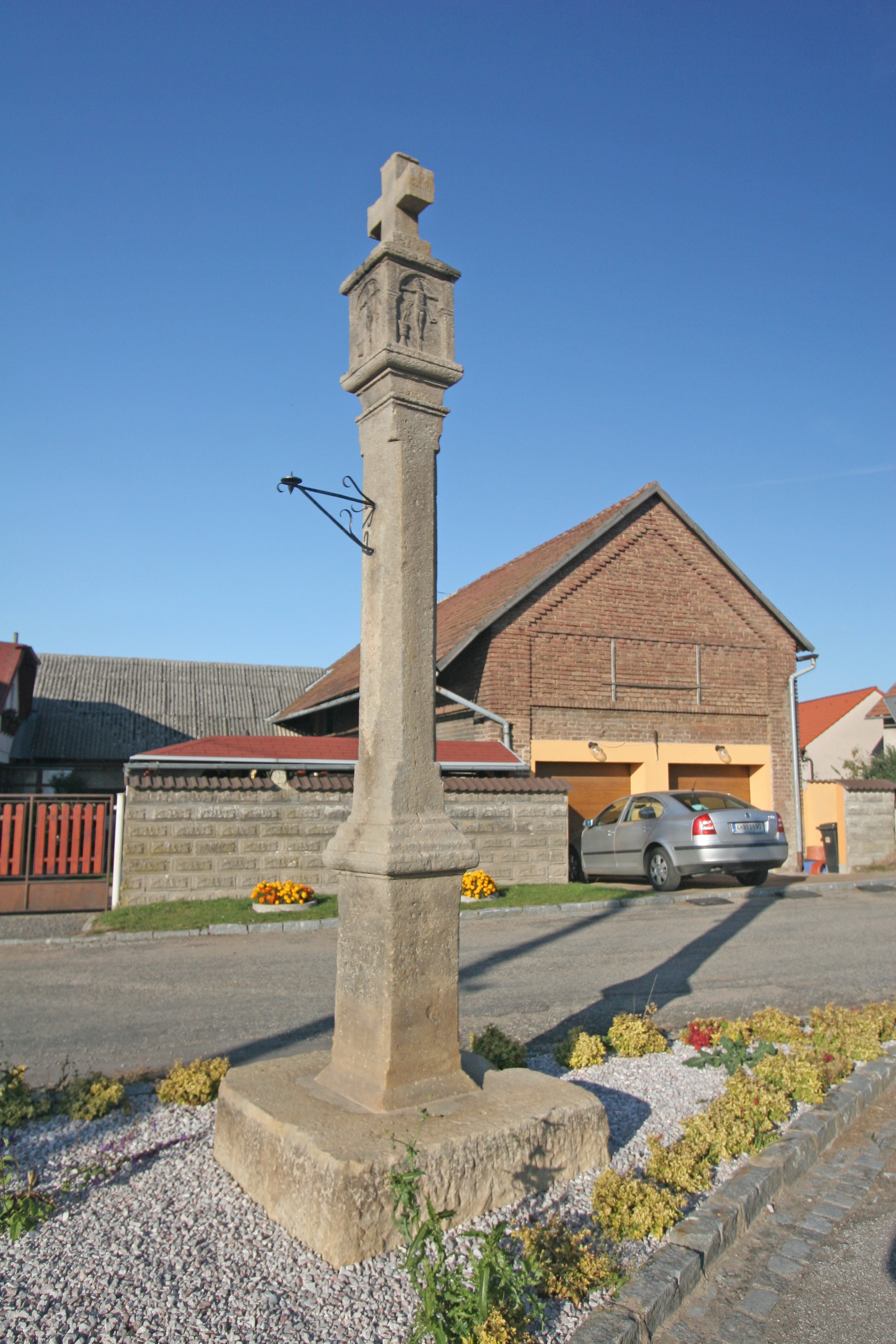
boží muka v Benátkách
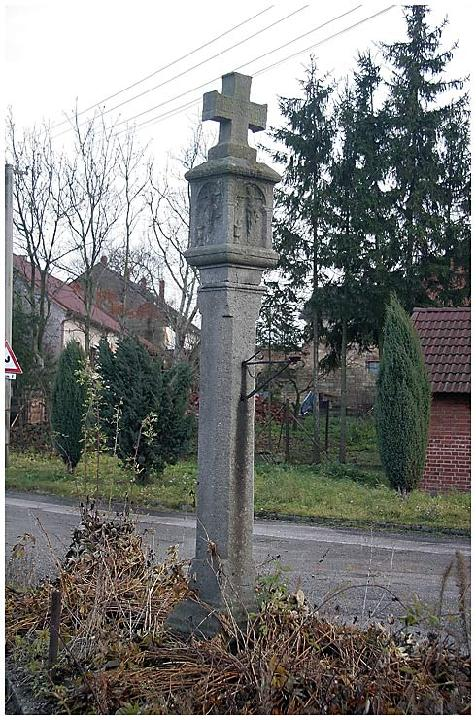
boží muka v Benátkách